# Министерство обороны Дании
Министерство обороны Дании (дат. Forsvarsministeriet) — орган исполнительной власти, проводящий государственную политику и осуществляющий государственное управление в области обороны. Также осуществляет функции министерства по чрезвычайным ситуациям.

## История
Министерство образовано в 1905 году путём слияния военного и морского министерств Дании. Причем, если главами военного и морского министерств были армейские и флотские чины, то главами министерства обороны за редким исключением становились гражданские лица. Существовала, впрочем должность главы аппарата (дат. direktørposterne), которую занимали военнослужащие.
В 1950 году в министерстве обороны Дании была проведена реформа, согласно которой должность главы аппарата была заменена должностью руководителя департаментов (дат. departementschef). Эта должность непосредственно подчинена министру обороны, и занимают её гражданские лица.

## Список министров обороны Дании
| Имя                           | Дата вступления в должность | Дата снятия с должности | Партия                |
| ----------------------------- | --------------------------- | ----------------------- | --------------------- |
| Йенс Кристиан Кристенсен      | 14 января 1905              | 12 октября 1908         | Реформистское Венстре |
| Нильс Томасиус Неергорд       | 12 октября 1908             | 16 сентября 1909        | Модератное Венстре    |
| Йенс Кристиан Кристенсен      | 16 сентября 1909            | 18 октября 1909         | Реформистское Венстре |
| Людвиг Хольстейн-Ледреборг    | 18 октября 1909             | 28 октября 1909         | Модератное Венстре    |
| Кристофер Краббе              | 28 октября 1909             | 5 июля 1910             | Радикальное Венстре   |
| Клаус Бернтсен                | 5 июля 1910                 | 21 июня 1913            | Венстре               |
| Петер Мунк                    | 21 июня 1913                | 30 марта 1920           | Радикальное Венстре   |
| Хенри Конов                   | 30 марта 1920               | 5 апреля 1920           | беспартийный          |
| Микаэль Педерсен Фриис        | 5 апреля 1920               | 5 мая 1920              | беспартийный          |
| Клаус Бернтсен                | 5 мая 1920                  | 9 октября 1922          | Венстре               |
| Сёрен Брорсен                 | 9 октября 1922              | 23 апреля 1924          | Венстре               |
| Лауст Расмуссен               | 23 апреля 1924              | 14 декабря 1926         | Социал-демократы      |
| Сёрен Брорсен                 | 14 декабря 1926             | 30 апреля 1929          | Венстре               |
| Лауст Расмуссен               | 30 апреля 1929              | 24 ноября 1932          | Социал-демократы      |
| Ханс Питер Хансен             | 24 ноября 1932              | 31 мая 1933             | Социал-демократы      |
| Торвальд Стаунинг             | 31 мая 1933                 | 4 ноября 1935           | Социал-демократы      |
| Альсинг Андерсен              | 4 ноября 1935               | 8 июля 1940             | Социал-демократы      |
| Сёрен Брорсен                 | 8 июля 1940                 | 29 августа 1943         | Венстре               |
| Оле Бьёрн Крафт               | 5 мая 1945                  | 7 ноября 1945           | КНП                   |
| Харальд Петерсен              | 7 ноября 1945               | 13 ноября 1947          | Венстре               |
| Расмус Хансен                 | 13 ноября 1947              | 30 октября 1950         | Социал-демократы      |
| Харальд Петерсен              | 30 октября 1950             | 30 сентября 1953        | Венстре               |
| Расмус Хансен                 | 30 сентября 1953            | 25 мая 1956             | Социал-демократы      |
| Поуль Хансен                  | 25 мая 1956                 | 15 ноября 1962          | Социал-демократы      |
| Виктор Грам                   | 15 ноября 1962              | 2 февраля 1968          | Социал-демократы      |
| Эрик Нинн-Хансен              | 2 февраля 1968              | 17 марта 1971           | КНП                   |
| Кнут Эстергард                | 17 марта 1971               | 11 октября 1971         | КНП                   |
| Кьельд Олесен                 | 11 октября 1971             | 27 сентября 1973        | Социал-демократы      |
| Орла Мёллер                   | 27 сентября 1973            | 19 декабря 1973         | Социал-демократы      |
| Эрлинг Брёндум                | 19 декабря 1973             | 13 февраля 1975         | Венстре               |
| Орла Мёллер                   | 13 февраля 1975             | 1 октября 1977          | Социал-демократы      |
| Поуль Сёгор                   | 1 октября 1977              | 10 сентября 1982        | Социал-демократы      |
| Ханс Энгелль                  | 10 сентября 1982            | 10 сентября 1987        | КНП                   |
| Бернт Йохан Коллет            | 10 сентября 1987            | 3 июня 1988             | КНП                   |
| Кнуд Энггорд                  | 3 июня 1988                 | 25 января 1993          | Венстре               |
| Ханс Хеккеруп                 | 25 января 1993              | 31 декабря 2000         | Социал-демократы      |
| Ян Трёйборг                   | 31 декабря 2000             | 27 ноября 2001          | Социал-демократы      |
| Свенн Оге Йенсбю              | 27 ноября 2001              | 24 апреля 2004          | Венстре               |
| Сёрен Гаде                    | 24 апреля 2004              | 23 февраля 2010         | Венстре               |
| Гитте Лиллелунн Бек           | 23 февраля 2010             | 3 октября 2011          | Венстре               |
| Ник Хеккеруп                  | 3 октября 2011              | 9 августа 2013          |                       |
| Николай Ваммен                | 9 августа 2013              | 28 июня 2015            |                       |
| Карл Хольст                   | 28 июня 2015                | 30 сентября 2015        |                       |
| Петер Кристенсен              | 30 сентября 2015            | 28 ноября 2016          |                       |
| Клаус Йорт Фредериксен        | 28 ноября 2016              | 26 июня 2019            |                       |
| Трине Брамсен                 | 27 июня 2019                | 4 февраля 2022          |                       |
| Мортен Бёдсков                | 4 февраля 2022              | 15 декабря 2022         |                       |
| Якоб Эллеманн-Енсен           | 15 декабря 2022             | 6 февраля 2023          | Венстре               |
| Троэльс Лунд Поульсен (и. о.) | 6 февраля 2023              | 1 августа 2023          | Венстре               |
| Якоб Эллеманн-Енсен           | 1 августа 2023              | 22 августа 2023         | Венстре               |
| Троэльс Лунд Поульсен         | 22 августа 2023             | н. в.                   | Венстре               |